# بوار (جمهورية إفريقيا الوسطى)
بوار هي مدينة، في جمهورية أفريقيا الوسطى، تتبع محافظة نانا مامبيري ، وهي عاصمتها، بلغ عدد سكانها 40,353 نسمة.

## المناخ
يظهر الجدول التالي التغييرات المناخية على مدار السنة لبوار:
| البيانات المناخية لـبوار                 | البيانات المناخية لـبوار | البيانات المناخية لـبوار | البيانات المناخية لـبوار | البيانات المناخية لـبوار | البيانات المناخية لـبوار | البيانات المناخية لـبوار | البيانات المناخية لـبوار | البيانات المناخية لـبوار | البيانات المناخية لـبوار | البيانات المناخية لـبوار | البيانات المناخية لـبوار | البيانات المناخية لـبوار | البيانات المناخية لـبوار |
| الشهر                                    | يناير                    | فبراير                   | مارس                     | أبريل                    | مايو                     | يونيو                    | يوليو                    | أغسطس                    | سبتمبر                   | أكتوبر                   | نوفمبر                   | ديسمبر                   | المعدل السنوي            |
| ---------------------------------------- | ------------------------ | ------------------------ | ------------------------ | ------------------------ | ------------------------ | ------------------------ | ------------------------ | ------------------------ | ------------------------ | ------------------------ | ------------------------ | ------------------------ | ------------------------ |
| متوسط درجة الحرارة الكبرى °م (°ف)        | 31 (88)                  | 32.2 (90.0)              | 31 (88)                  | 29.8 (85.6)              | 28.2 (82.8)              | 27 (81)                  | 26 (79)                  | 25.5 (77.9)              | 26.4 (79.5)              | 27.8 (82.0)              | 30.2 (86.4)              | 30.7 (87.3)              | 28.8 (84.0)              |
| المتوسط اليومي °م (°ف)                   | 24.4 (75.9)              | 25.5 (77.9)              | 25.2 (77.4)              | 24.2 (75.6)              | 23.4 (74.1)              | 22.5 (72.5)              | 21.9 (71.4)              | 21.4 (70.5)              | 22 (72)                  | 22.8 (73.0)              | 23.9 (75.0)              | 23.8 (74.8)              | 23.4 (74.2)              |
| متوسط درجة الحرارة الصغرى °م (°ف)        | 17.8 (64.0)              | 18.9 (66.0)              | 19.5 (67.1)              | 19.2 (66.6)              | 18.7 (65.7)              | 18.1 (64.6)              | 17.9 (64.2)              | 17.4 (63.3)              | 17.7 (63.9)              | 17.9 (64.2)              | 17.6 (63.7)              | 16.9 (62.4)              | 18.1 (64.6)              |
| الهطول مم (إنش)                          | 4 (0.2)                  | 15 (0.6)                 | 72 (2.8)                 | 109 (4.3)                | 144 (5.7)                | 170 (6.7)                | 198 (7.8)                | 258 (10.2)               | 251 (9.9)                | 176 (6.9)                | 36 (1.4)                 | 5 (0.2)                  | 1٬438 (56.7)             |
| المصدر: Climate-Data.org, altitude: 969m |                          |                          |                          |                          |                          |                          |                          |                          |                          |                          |                          |                          |                          |